# Minardi M197
A Minardi M197 egy Formula–1-es versenyautó, amelyet a Minardi csapat tervezett és versenyeztetett az 1997-es Formula–1 világbajnokság során. Pilótái Katajama Ukjó és Jarno Trulli voltak, valamint az utóbbit idény közben váltó korábbi tesztpilóta Tarso Marques.

## Áttekintés
1996 végén a Minardit felvásárolta egy konzorcium, amit Flavio Briatore vezetett, valamint a korábbi versenyző Alessandro Nannini és Gabriele Rumi a Fondmetal részéről. Giancarlo Minardi a saját nevét viselő csapatnak immár csak kisebbségi tulajdonosa lett.
A kasztnit Gabriele Tredozi tervezte és a szezon előtt alapos tesztelésnek vetették alá a Fondmetal szélcsatornájában. Gondot jelentett, hogy a csapat Hart motorokra váltott, méghozzá viszonylag későn, emiatt át kellett tervezni a kasztnit. Ezek a motorok ráadásul addigra elavultak és erőtlenek is voltak.
Az autók újra a csapat régi fekete-fehér-sárga színeiben tündököltek, főszponzoruk a Fondmetal volt, valamint a Mild Seven cigarettamárka (ahol a dohányreklámok be voltak tiltva, ott nem szerepeltek az autókon).

## A szezon
Viszonylag jól indult a szezon, az ausztrál nagydíjon mindkét Tyrrellt, mindkét Arrowst és a két Lolát is megelőzték az időmérő edzésen, Trulli pedig kilencedik lett. Trulli a következő két versenyen is célba ért, Imolában azonban a hidraulika meghibásodása miatt nem tudott elindulni. A francia nagydíjat megelőzően átigazolt a Prost csapatához, ezért Marques versenyzett a továbbiakban helyette. Egyik versenyzőnek sem sikerült pontot szereznie az idény során, Marquest ráadásul utóbb kizárták az osztrák nagydíjról, mert az autó nem érte el a minimumtömeget. Nulla pontjukkal utolsó előttiek lettek a bajnokságban, csak az előtt a Lola csapat előtt végezve, akik már az első nagydíj után visszaléptek.

## Eredmények
| Év   | Csapat  | Motor    | Gumik | Pilóták       | 1   | 2   | 3   | 4   | 5   | 6   | 7   | 8   | 9   | 10  | 11  | 12  | 13  | 14  | 15  | 16  | 17  | Pontok | Helyezés |
| ---- | ------- | -------- | ----- | ------------- | --- | --- | --- | --- | --- | --- | --- | --- | --- | --- | --- | --- | --- | --- | --- | --- | --- | ------ | -------- |
| 1997 | Minardi | Hart 830 | B     |               | AUS | BRA | ARG | SMR | MON | ESP | CAN | FRA | GBR | GER | HUN | BEL | ITA | AUT | LUX | JPN | EUR | 0      | -        |
| 1997 | Minardi | Hart 830 | B     | Jarno Trulli  | 9   | 12  | 9   | NI  | KI  | 15  | KI  |     |     |     |     |     |     |     |     |     |     | 0      | -        |
| 1997 | Minardi | Hart 830 | B     | Tarso Marques |     |     |     |     |     |     |     | KI  | 10  | KI  | 12  | KI  | 14  | KIZ | KI  | KI  | 15  | 0      | -        |
| 1997 | Minardi | Hart 830 | B     | Katajama Ukjó | KI  | 18  | KI  | 11  | 10  | KI  | KI  | 11  | KI  | KI  | 10  | 14  | KI  | 11  | KI  | KI  | 17  | 0      | -        |

† - nem fejezte be a futamot, de rangsorolták, mert teljesítette a versenytáv 90 százalékát